# Ana (godin)

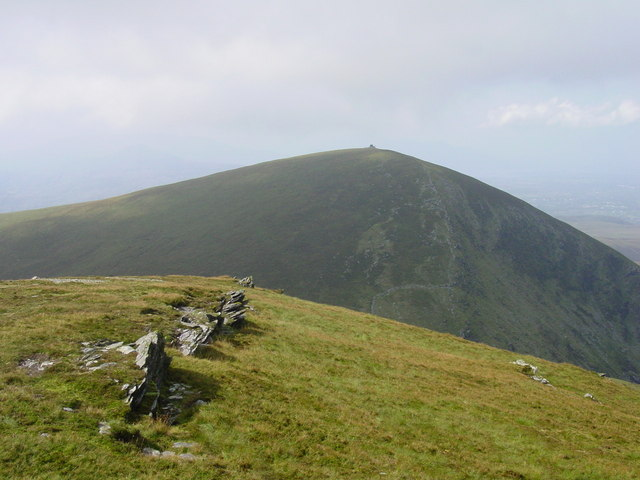
De "Paps of Anu"; van oost naar west gezien

Ana (ook geschreven als Anu, Anann, Anand of Anind) of Dana (ook Danu) is in de Ierse mythologie de naam van een Keltische moedergodin. Ze wordt in het 10e-eeuws Sanas Cormaic als „Mater deorum Hibernensium“ (moeder van de Ierse goden) genoemd. Het Boek van Lecan stelt haar (in Lebor Gabála Érenn) gelijk aan de Morrigan. Daarnaast wordt haar naam gebruikt in de poëtische benaming voor Ierland "íath Anann". Volgens het etymologisch werk Cóir Anmann was Anu een vruchtbaarheidsgodin (bandía in tṡónusa) als beschermgodin van Munster. Daar bevinden zich de twee heuvels die naar haar in het Iers "Dá Chích Anann" ("Paps of Anu", "Borsten van Anu") genoemd worden.

## Andere namen en conflatie
De naam *Danu komt niet in die vorm voor in Oudierse bronnen, maar is gereconstrueerd op basis van het genitief Danann. Deze *Danu zou haar naam gegeven hebben aan de Tuatha Dé Danann als Dana. Eén versie van Lebor Gabála Érenn noemt Danann als moeder van Brian, Iucharba, en Iuchair bij Delbeath. Andere  bronnen noemen de Morrigan (mogelijk Ana) of Brigit als moeder van deze drie goden.
In het Lebor Gabála Érenn treedt een genaamde Danann (schrijfvarianten: Dinand, Dianann en Donand) op naast Anu. Beide worden daar als zusters van de feeën Be Chuille en Be Theite beschreven en als dochters van Flidhais en Tuirenn, een zoon van de god Ogma.
In de Cath Maige Tuired treedt zij samen met haar zuster Be Chuille als heks en voorvechtster van de Túatha Dé Danann op.
Het verhaal Oidheadh Chloinne Tuireann ("Het lot van de kinderen van Tuirenn") maakt melding van de drie zonen van Danu die zij met Tuirenn (volgens anderen Bres) had: Brian,Iuchar en Iucharba, die de Tri Dée Dána genoemd werden.
In het Boek van Leinster wordt de godin Brighid als de moeder der Tri Dée Dána aangeduid, wat o.a. Marie Henri d’Arbois de Jubainville ertoe bracht Danu en Brighid aan elkaar gelijk te stellen.
Ana wordt daarnaast in het Boek van Fermoy gelijkgesteld aan Macha (mogelijk een van de aspecten van de Morrigan), die op haar beurt weer in verband gebracht wordt met de Welshe Rhiannon en de Gallische Epona.

## Etymologie
De naam Danu kan worden afgeleid van het proto-Keltisch theoniem *Φanon-.
De Oostenrijkse linguïst Julius Pokorny en de Duitser Gerhard Köble reconstrueren *dānu als Proto-Indo-Europese vorm met de betekenis van stromend water en als zodanig is er een verband met namen van rivieren zoals de Donau en de Rhône (Ro Danus), maar ook met de Welshe godin Dôn. De Oudierse vormen - nominatief danu, genitief danann, datief danainn - laten aansluiten op een pre-Ierse vorm *Danona die het Oudkeltisch suffix - on - "groot" inhoudt (zoals in Matrona "grote moeder", Maponos "grote zoon"). Tri Dée Dána werd alleszins ook als "Drie Godheden van de Kunst" of "Drie Godheden van het Handwerk" vertaald, aangezien Daná in het Oudiers handwerk betekent. In dat geval zou Dánu van het proto-Keltisch *dƒnu- "geschenk, gave" afgeleid worden.